# Desintoxicació
La desintoxicació (o la destoxicació en el cas del medi ambient) és l'eliminació de les substàncies tòxiques per a l'organisme, sia mitjançant mecanismes naturals, o bé per procediments terapèutics. També es refereix al període durant el qual un organisme torna a l'homeòstasi després d'un llarg temps d'usar drogues addictives.
En la medicina convencional la desintoxicació es pot aconseguir per la descontaminació dels verins ingerits i l'ús d'antídots i també tècniques com la diàlisi i en un nombre molt limitat de casos la teràpia de quelació.
En molts casos de la medicina alternativa es promouen altres tipus de desintoxicació, com la "dieta de desintoxicació", però no hi ha proves que aquesta dieta tingui beneficis per la salut.

## Tipus de desintoxicació
Desintoxicació de l'alcoholLa desintoxicació de l'alcohol és un procés pel qual el sistema dels bebedors de gran quantitat d'alcohol torna a la normalitat. En els alcohòlics hi ha una greu disminució en la producció de GABA que és un inhibidor. La desintoxicació nó és un tractament per l'alcoholisme, després de la desintoxicació cal fer un tractament per esbrinar les causes de l'addicció a l'alcohol.
Desintoxicació de droguesLa desintoxicació de les drogues es fa per reduir els símptomes de la síndrome d'abstinència, es tracta del primer pas en el tractament de la drogodependència.
Desintoxicació metabòlicaEl metabolisme dels animals pot produir substàncies perjudicials que es poden fer menys tòxiques pels mecanismes de reducció, oxidació conjugació i excreció de molècules des de cèl·lules o teixits. Això s'anomena metabolisme xenobiòtic. Els enzims importants en la desintoxicació metabòlica inclouen les oxidases del citocrom P450, UDP-glucuronosiltransferases, i glutatió S-transferases. Aquests processos han estat particularment ben estudiats com a part del metabolisme de les drogues, ja que influeixen en la farmacocinètica d'una droga en el cos.